# Żary
Żary (łac. Sara, Sarove; niem. Sorau; dolnołuż. Žarow) – miasto, będące jednocześnie gminą miejską i siedzibą gminy wiejskiej Żary, zlokalizowane w zachodniej Polsce, w województwie lubuskim, na południowym skraju Wału Trzebnickiego; siedziba powiatu żarskiego.
Według danych GUS na 2021 Żary liczyły 36 004 mieszkańców (największe miasto w polskiej części Łużyc – zwane  „stolicą polskich” lub „Wschodnich Łużyc” – i 4. pod względem ludności w województwie).

## Położenie

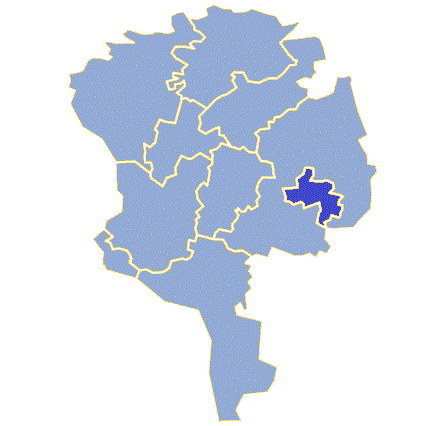
Położenie gminy na mapie powiatu

Żary znajdują się we wschodniej części regionu Wzniesienia Żarskie, a południowo-wschodnia część już na terenach regionu Bory Dolnośląskie. Miasto leży między dwoma dopływami Odry: Bobrem i Nysą Łużycką.
Historycznie teren ten należy do Dolnych Łużyc. Urbanistycznie miasto rozwinęło się w kierunku północnym, gdyż Wzniesienia Żarskie, dość strome utrudniały kolonizację na południe.
Według danych z 1 stycznia 2013 powierzchnia miasta wynosiła 33,49 km². Miasto stanowi 2,39% powierzchni powiatu.
Według danych z 2000 Żary miały obszar 33,24 km², w tym: użytki rolne 39%, użytki leśne 20%.
W latach 1950–1998 miasto należało do województwa zielonogórskiego.

## Środowisko geograficzne
Wysoczyzna żarska składa się z dwóch zasadniczych części: centrum – obejmującego Wzgórza Żarskie, które na północ od wsi Łaz osiągają znaczną wysokość – 227 m n.p.m. oraz obniżenie – ze spływającymi po zboczach potokami i rzeczkami, z najniżej położonym punktem na północ od wsi Olszyna wynoszącym 90 m n.p.m. Pod względem ukształtowania powierzchni obszar na północ od miasta stanowi monotonną równinę, a tylko tereny na południe od Żar między Kunicami a wsią Łaz posiadają urozmaiconą rzeźbę. Same Żary, które ulokowane zostały na zboczu obniżenia wspomnianej równiny, mają zróżnicowane położenie hipsometryczne. Centrum miasta położone jest w szerokiej dolinie, a na południu i północy rozpościerają się wyraźne wzniesienia. Najbardziej strome wzgórza znajdują się w północnej części, co ogranicza rozwój miasta w tym kierunku. Wzniesienia na południu mają znacznie łagodniejszy kształt i tam znajduje się największa zabudowa miejska. Na takie ukształtowanie terenu zasadniczy wpływ miał lodowiec i jego wody, które działały akumulacyjnie i erozyjnie. Wysoczyzna żarska jest przedłużeniem Kocich Gór i ma w swoim trzonie wzniesienia przeddyluwialne, które zostały zasypane przez lodowiec jako tzw. morena spiętrzona. Najmłodszy lodowiec (Versovien II) objął jedynie Wzgórza Gubińskie i Wysoczyznę Zielonogórską, ale pozostawił na wcześniejszym zlodowaceniu (Versovien I) bryły martwego lodu. Powstało w ten sposób szereg krawędzi zagłębień, wydrążonych przez wody topniejącego lądolodu. Nanosiły one jednocześnie piaski i żwiry, które tworzyły stożki nasypowe i wielkie równiny piaszczyste.

## Nazwa
Pierwotną nazwą miejscowości była łużycka nazwa Žarow, która wywodzi się prawdopodobnie od wypalania lasów w procesie wylesiania i oznacza wypalone, wyżarzone miejsce. Po podbiciu w średniowieczu Słowian połabskich z plemion Serbów łużyckich mieszkających na Łużycach nazwa została później zgermanizowana na Sorau. W 1613 śląski regionalista i historyk Mikołaj Henel z Prudnika wymienił miejscowość w swoim dziele o geografii Śląska pt. Silesiographia podając jej łacińskie nazwy: Soravia, Sora.
Krótko po 1945 miasto miało nazwy Żuraw, Żóraw, Żarów. W maju 1946 wprowadzono urzędowo nazwę Żary.

## Historia miasta

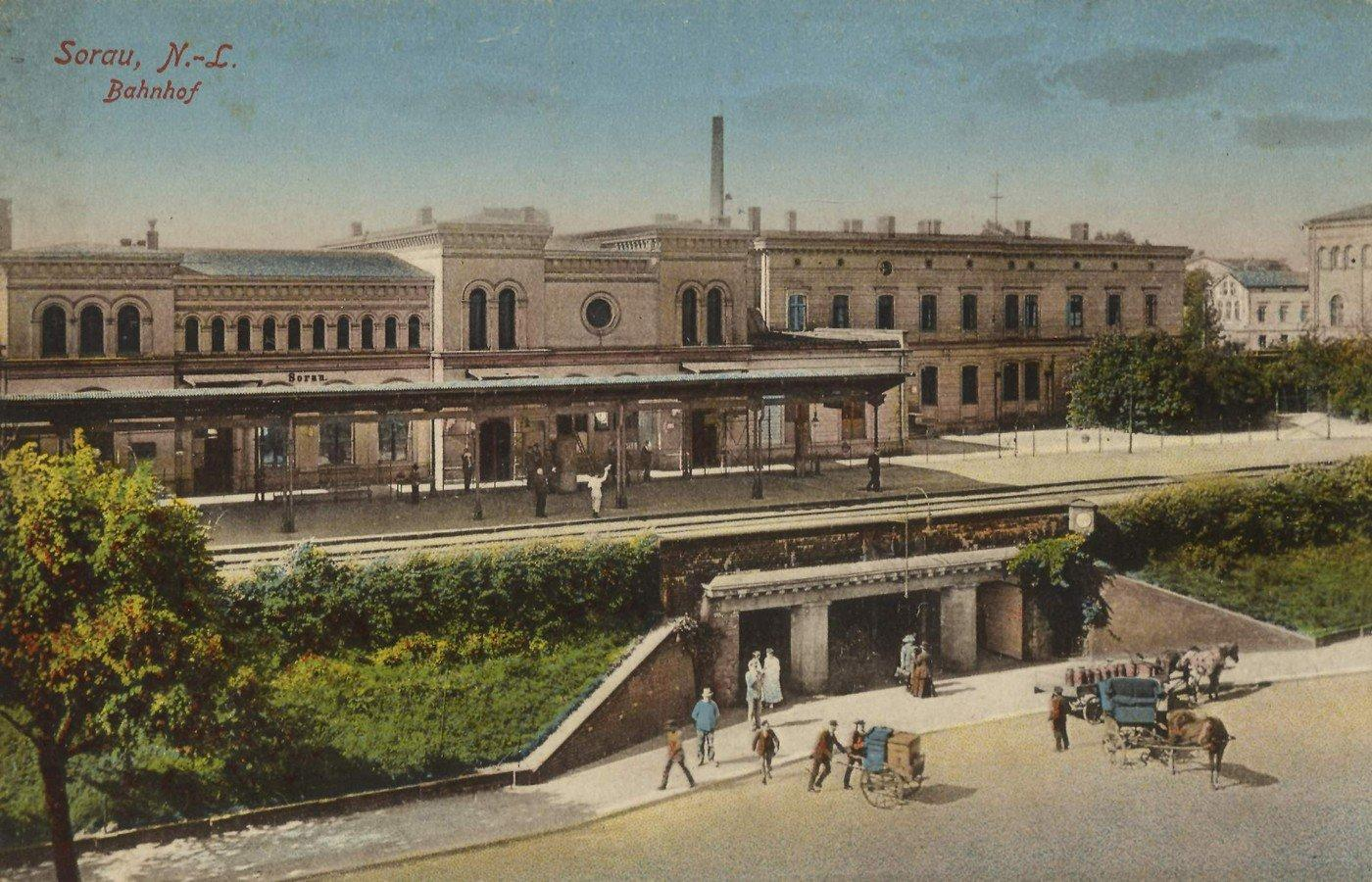
Dworzec kolejowy (pocz. XX w.); opis miejsca widokówki Sorau N.-L., tj. Niederlausitz

### Czasy do uzyskania praw miejskich
Nazwa Zara pojawia się pierwszy raz w 1007 w kronice Thietmara, który opisuje wojnę Bolesława Chrobrego z Henrykiem II. W 963 tereny Łużyc wraz z Żarami zostały podbite przez Gerona. Następnie plemię Zara prawdopodobnie stanowiło samodzielną jednostkę teryrorialną, jednak istnieją przypuszczenia iż podlegało Polsce, albo Czechom. Pierwszymi właścicielami Żar byli Dziewinowie, najprawdopodobniej miasto było ich lennem od około 1200 roku. Przez terytorium plemienne Żarowian przebiegała droga handlowa zwana Traktem Niskim bądź Traktem Solnym. Miał istotne znaczenie dla rozwoju Żar i regionu w średniowieczu i nowszych dziejach. W 1207 miasto otoczone zostało prowizorycznymi palisadami drewnianymi, a w latach 1260 do 1274 murami. W 1260 Albrecht Dziewin wystawił Żarom przywilej lokacyjny, tym samym nadał prawa miejskie.
Właścicielami Żar byli: Dewinowie, Packowie, Bibersteinowie oraz Promnitzowie, których okazałe rezydencje przetrwały do dziś w różnym stanie. Przez setki lat miasto było ośrodkiem Wolnego Państwa Stanowego Żary-Trzebiel.

### Od XIV w. do 1939

#### Przynależność państwowa
Burzliwa historia sprawiła, że miasto często zmieniało przynależność państwową. Do 1364 obejmowali nad miastem zwierzchnictwo Piastowie śląscy, do 1469 królowie Czech, do 1490 król Węgier, do 1512 elektorowie sascy, do 1635 ponownie królowie Czech, a do 1806 ponownie elektorowie sascy, będący w latach 1697–1706 i 1709-1763 zarazem królami Polski, a do 1815 książę warszawski i król saski. Na mocy postanowień kongresu wiedeńskiego w 1815 Żary wraz z całymi Dolnymi Łużycami stały się częścią Królestwa Prus.

#### Przemiany gospodarcze
W XIV wieku zaczynały powstawać cechy sukienników, płócienników, piwowarów, szewców i farbiarzy. Miasto trawiły pożary w latach 1424, 1619, 1684 oraz 1701. W XVI wieku wystąpiły największe epidemie, doprowadzające do śmierci 2/3 wszystkich mieszkańców. Szczególnie groźna była epidemia w 1551, z powodu której zmarło 1500 mieszkańców Żar. W mieście gościli królowie Polski August II Mocny (w 1705, 1718 i 1730) i August III Sas (w 1748). Na początku III wojny północnej w 1700 zarządzeniem Augusta II w Żarach założono magazyn zbożowy na potrzeby armii saskiej. Za jego panowania przez Żary poprowadzono trakt pocztowy łączący Toruń i Drezno.
W 1830 powstały zakłady Johanna Gottfrieda Frenzla (od 1946 Zakłady Tkanin Dekoracyjnych Dekora), największe przedsiębiorstwo, które jako pierwsze zaczęło używać pary wodnej do napędu zmechanizowanej tkalni. W XIX w. miasto stało się prężnym ośrodkiem przemysłowym, w którym głównie dominowały zakłady włókiennicze, zatrudniające 50% wszystkich pracujących w przemyśle. Na początku XX wieku 55% całego niemieckiego eksportu płótna do Stanów Zjednoczonych pochodziło z Żar. Ze względu na swoją jakość wyroby żarskiego przemysłu płócienniczego były znane w całych Niemczech. W latach 1888–1945 istniała tu fabryka porcelany, której produkty były szeroko znane na świecie.

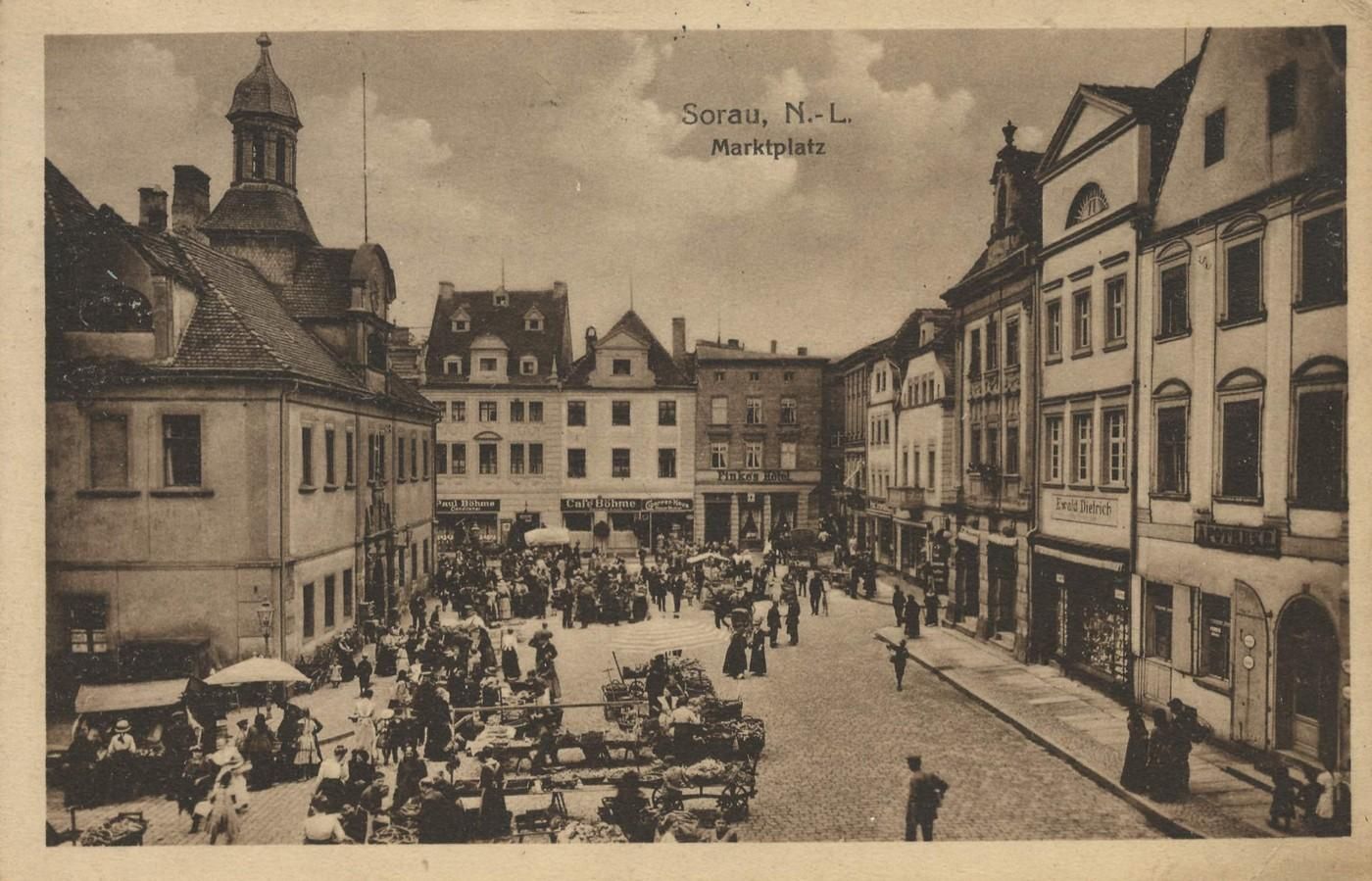
Rynek w Żarach (1921 r.)

### Po 1939 roku
Podczas II wojny światowej, od 1942 w Żarach znajdował się oddział zakładów lotniczych Focke-Wulf przeniesiony tutaj z Bremy. Po alianckim nalocie 11 kwietnia 1944 ok. 12:10 spłonęła bądź legła w gruzach duża część zabudowy starego miasta. W 1945 w ramach prowadzonej ofensywy wojska Armii Czerwonej dotarły do miasta. Po walkach z oddziałami niemieckimi miasto zdobył 16 lutego 1945 10 Gwardyjski Korpus Pancerny z 4 Gwardyjskiej Armii Pancernej oraz wojska 13 Armii należące do 1 Frontu Ukraińskiego. Po wojnie w Żarach pozostało 4 tysiące Niemców, gdy w 1939 było to 26 tysięcy. Po II wojnie światowej, postanowieniem konferencji poczdamskiej, od 1945 roku są miastem Polski.
Do końca sierpnia 1945 roku osiedlonych już było na terenie powiatu 1276 Polaków, a liczba ich stale rosła, osiągając 27 tysięcy osadników polskich w listopadzie 1946. W czerwcu 1946 w pałacu Promnitzów rozpoczął urzędowanie pierwszy polski starosta Piotr Kania. W 1946 w powstała tu miejska rada narodowa. W maju tegoż roku w budynkach dawnego szpitala psychiatrycznego w Żarach siedzibę znalazł 8 Chirurgiczny Szpital Ruchomy, który w czasie wojny poruszał się za II Armią Wojska Polskiego, a obecnie działa pod nazwą 105 Kresowy Szpital Wojskowy.
Od 1946 w Żarach stacjonowała 11 Dywizja Piechoty, przeformowana później w 11 Dywizję Zmechanizowaną. W następnych latach, w wyniku kolejnych reorganizacji, jej miejsce zajęła część pododdziałów 11 Drezdeńskiej Dywizji Pancernej.
W 1950 Żary wraz z całym powiatem zostały przeniesione z województwa wrocławskiego do nowo utworzonego województwa zielonogórskiego. Po wojnie większość mieszkańców stanowili Polacy ekspatriowani z Kresów Wschodnich. Ich potomkowie nadal kultywują tradycje kresowe. W 1972 do Żar przyłączono Kunice, w wyniku czego populacja miasta zwiększyła się o 11%.
W 1977 zakończyła się budowa Zakładu Płyt Wiórowych (dziś Swiss Krono), który dawał zatrudnienie ponad 1000 pracownikom. W 2001 garnizon wojskowy w Żarach został rozformowany, a większość obiektów koszarowych uległa dewastacji.

## Zabytki

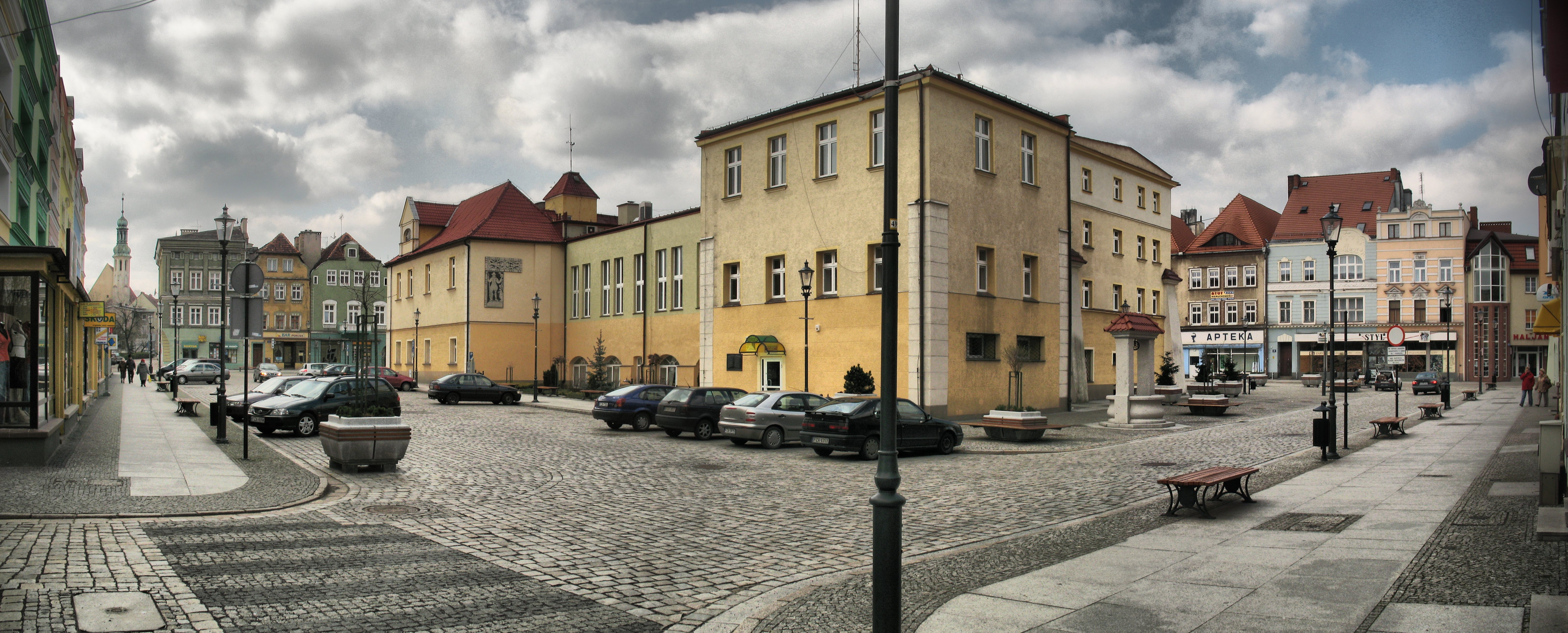
Stary Rynek w Żarach

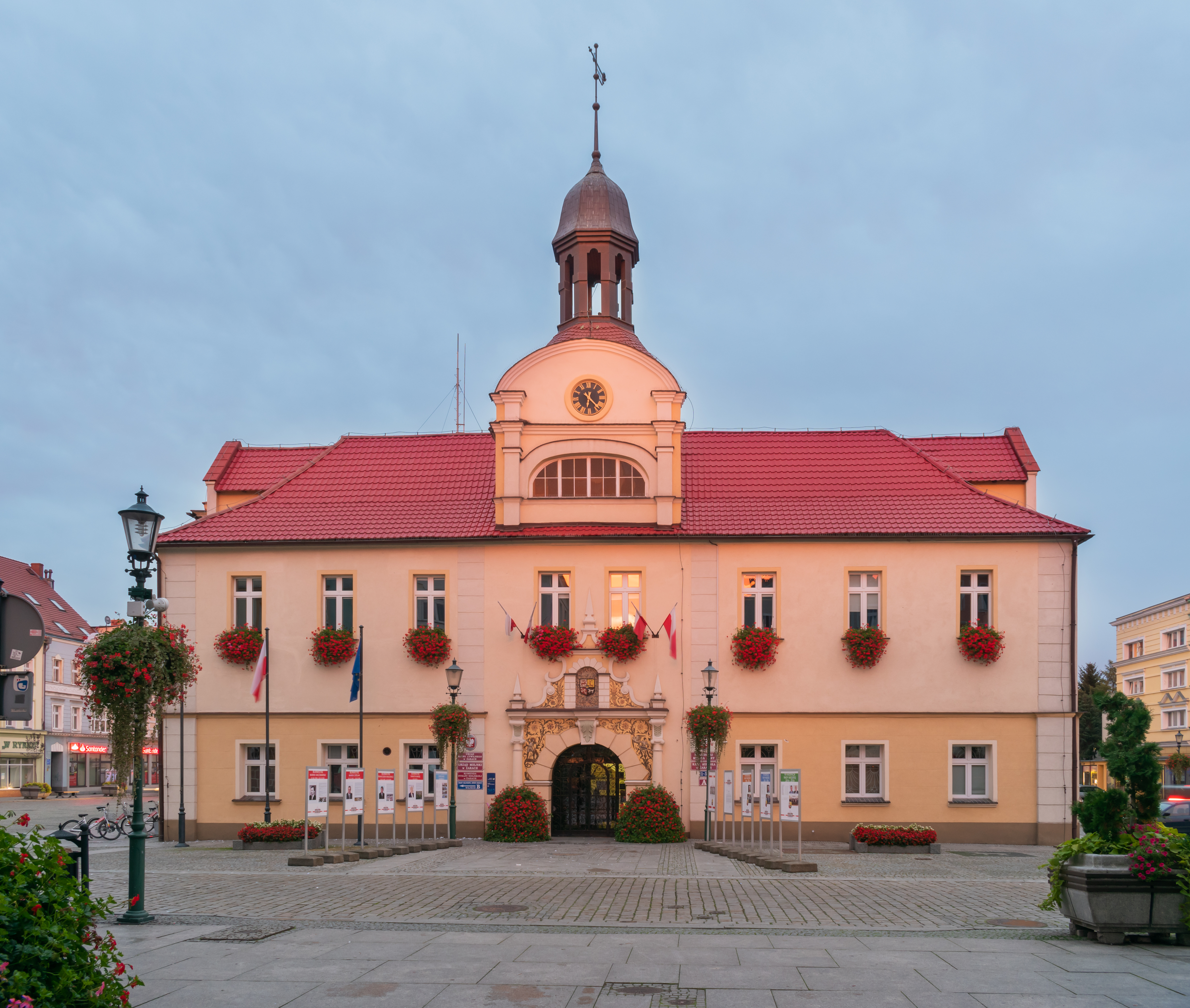
Ratusz

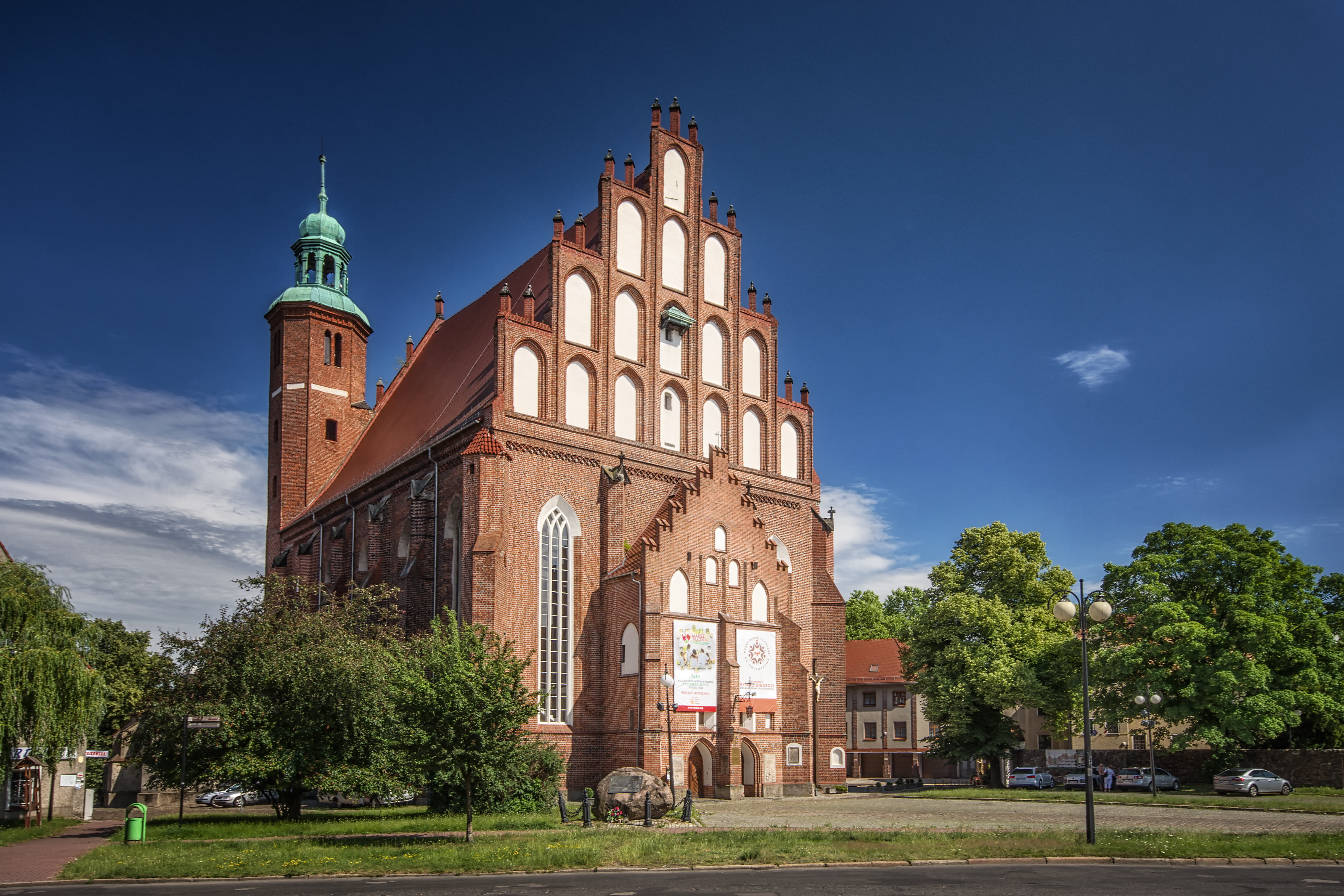
Kościół pw. Najświętszego Serca Pana Jezusa

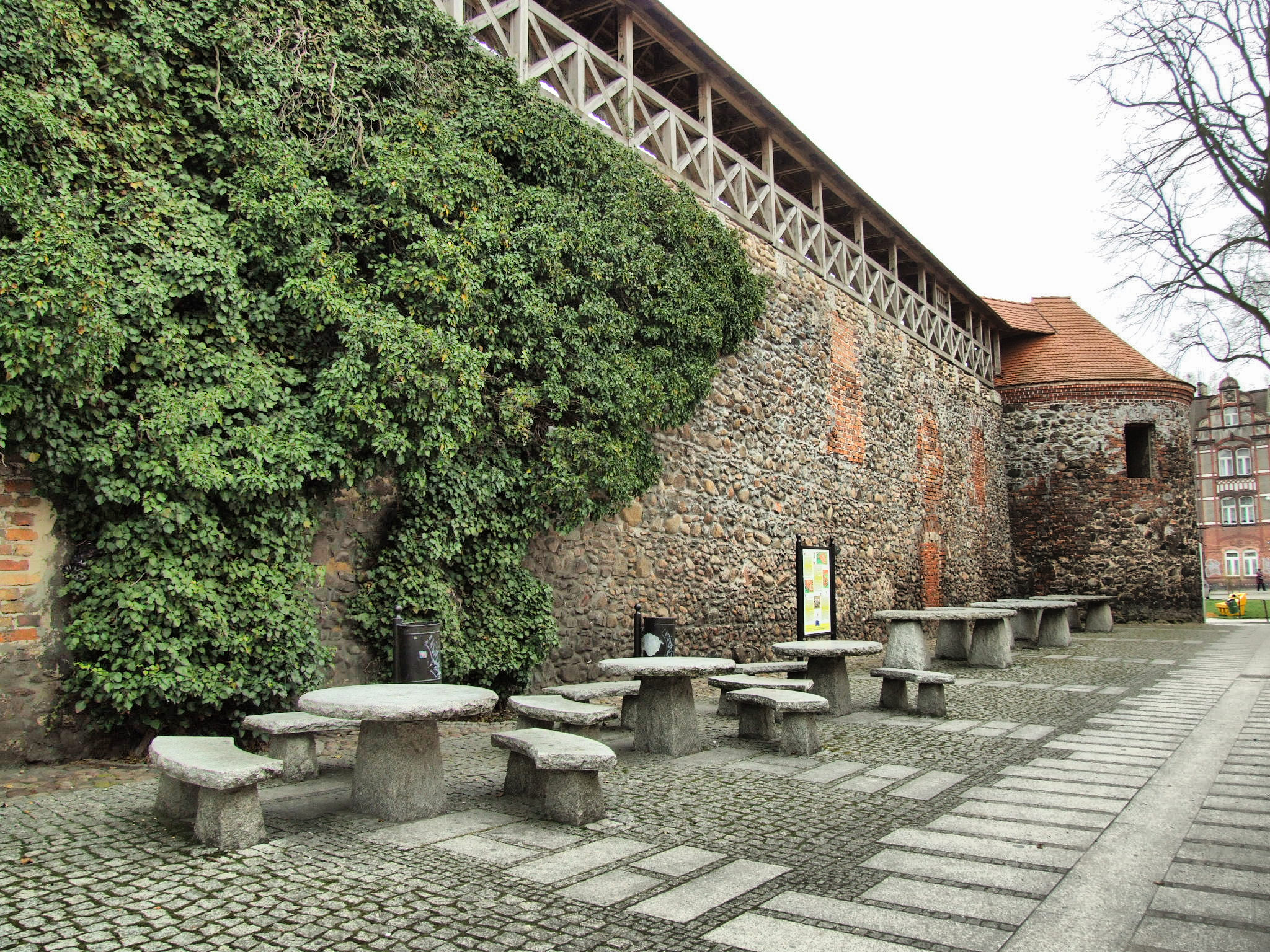
Obwarowania miejskie (XIV/XVI w.)

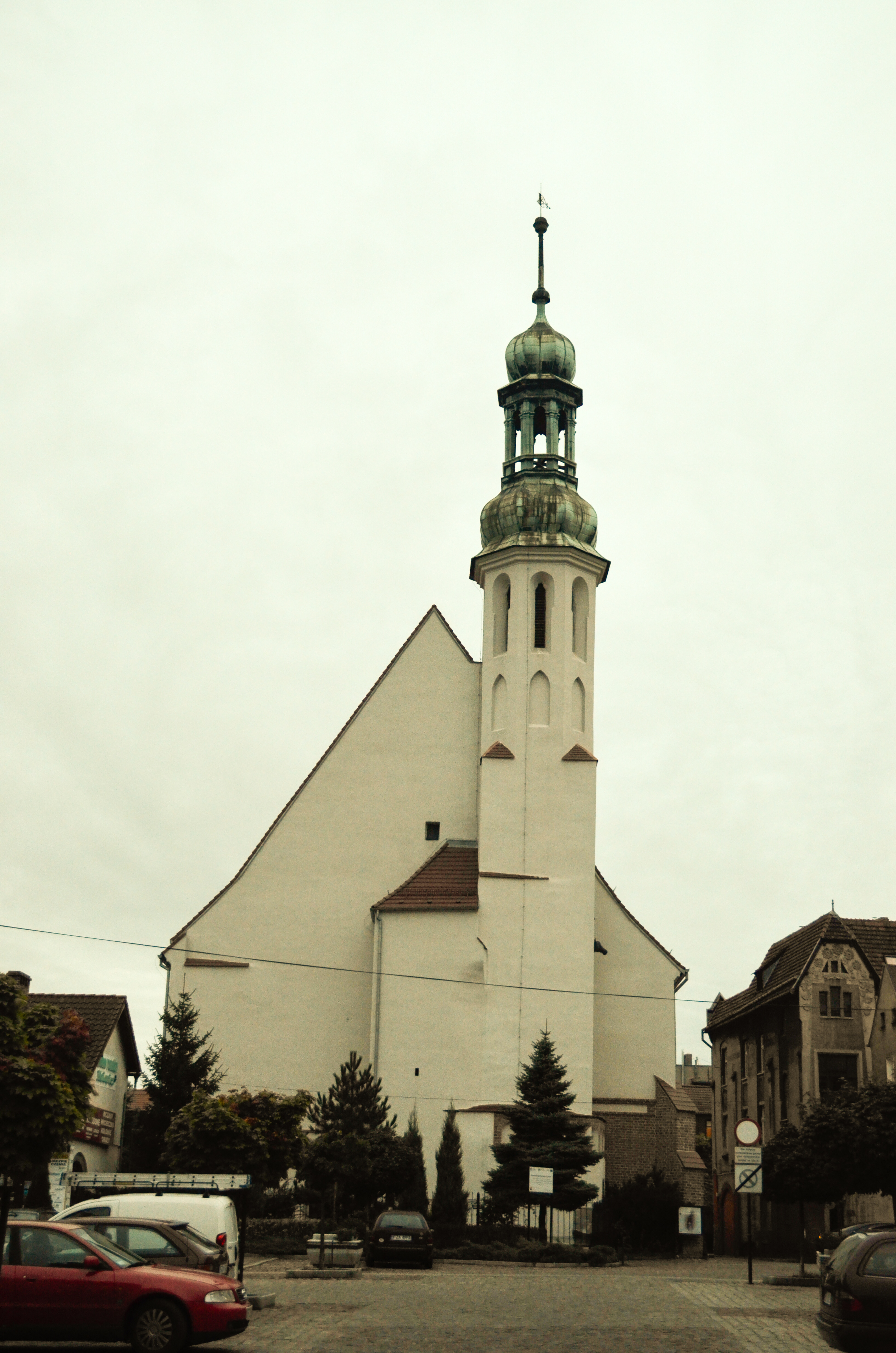
Kościół pw. św. Barbary, obecnie garnizonowy pw. Podwyższenia Krzyża

Pomimo poważnych zniszczeń wojennych, w Żarach zachowało się wiele ciekawych zabytków architektury i pozostał średniowieczny układ urbanistyczny. Do wojewódzkiego rejestru zabytków wpisane są:
- Stare Miasto
- kościół parafialny pod wezwaniem Wniebowzięcia NMP, ul. 11 Listopada, z lat 1914–1917
- kościół szpitalny pod wezwaniem Świętego Ducha, obecnie kościół polsko-kat. pod wezwaniem Dobrego Pasterza, ul. Żagańska, z XIV wieku, przebudowany w 1702
- kościół cmentarny, filialny pod wezwaniem św. Piotra, wczesnogotycki z drugiej połowy XIII wieku, przebudowany w XIV wieku, XV/XVI wieku, w XVIII wieku; zbudowany z kamienia polnego. Jednonawowy z węższym i niższym prezbiterium
- zespół klasztorny franciszkanów, z XIII–XIX wieku, przebudowany w XX wieku: część klasztoru przebudowana na słodownię, Kaczy Rynek 9, z XIV/XV wieku, przebudowana w XIX wieku; szkoła na fundamentach skrzydła klasztornego, pl. Botwina, nie istnieje
- katakumby – krużganki na cmentarzu, z XVII–XIX wieku
- kościół pod wezwaniem św. Barbary, obecnie kościół garnizonowy pod wezwaniem Podwyższenia Krzyża Świętego, pl. Jagiełły, z XIV–XV wieku, przebudowany w XVIII wieku
- kościół ewangelicki, obecnie kościół rzymskokatolicki filialny pod wezwaniem MB Różańcowej, pl. Inwalidów 13/14, z XVIII wieku, w 1873, w 1988
- mury obronne, pozostałości z XIV/XVI-wiecznych średniowiecznych obwarowań miejskich, częściowo odrestaurowane, fragmenty murów, dwie wieże
  - Brama Dolna, ul. Osadników Wojskowych, z XIV wieku, przebudowana w XVI wieku
- zespół zamkowy, z XIV–XVIII wieku:
  - zamek Dewinów-Bibersteinów – zamek gotycki został zbudowany z inicjatywy Albrechta Dziewina w drugiej połowie XIII w., przebudowany w latach 1540–1549 przez Bibersteinów i uzyskuje renesansowy charakter
  - pałac Promnitzów, barokowy, zaprojektowany przez szwajcarskiego architekta Giovanniego Simonettiego; został zbudowany w latach 1710–1728 jako monumentalne, czteroskrzydłowe założenie z dziedzińcem pośrodku, sąsiaduje z zamkiem
  - pałac ogrodowy „Akademia Rycerska” przy ul. Domańskiego, wzniesiony w 1723 przekształcony w szpital psychiatryczny w 1812, a po II wojnie światowej w szpital wojskowy[26][27].
  - park geometryczny, ul. Domańskiego, z XVIII wieku z Błękitną Bramą z 1708
  - dawny folwark zamkowy, ul. Poznańska, z XVIII wieku: spichrz; stajnia; budynek gospodarczy; gorzelnia; obora, cztery domy, ul. Poznańska 3-a-b-c-d
- ratusz, Rynek, z przełomu XIV–XVI wieku, przebudowany w XVIII wieku, w XX wieku z renesansowym portalem
- domy, ul. Armii Krajowej 2, 3a, 4, 5, 6, z XIX wieku/XX wieku
- domy, ul. Artylerzystów 6, 7, 10, z XIX wieku/XX wieku
- domy, ul. Bohaterów Getta 1, 23, 25, 29, z XIX wieku i XX wieku
- domy, ul. Broni Pancernej 1, 6, z XIX wieku, w XX wieku
- domy, ul. Śródmiejska 1, 4, 5, 7, 11, 14, 15, 20, 26, 28, z XIX wieku i XX wieku
- warte uwagi są kamieniczki otaczające rynek oraz stojące przy ulicy Króla Bolesława Chrobrego – głównej arterii handlowej miasta; najstarsze pochodzą z XVII stulecia
  - domy, ul. Chrobrego 1, 1a, 3, 4, 5, 7, 8/8a z oficynami, 9, 10, 11, 12, 13, 14, 15, 16, 20, 21, 23 pierwotnie kaplica, 25, 26-27, 28, 29, 35, 40, z XIV–XX wieku
- dom, ul. Cicha 1, z XVII–XVIII wieku
- kamienica, ul. Górnośląska 2, z XIX wieku/XX wieku
- domy, pl. Inwalidów 2, 7, 11, z XVII wieku, w XVIII wieku, w XIX wieku
- domy, ul. Kąpielowa 15, 24
- domy, ul. Kościelna 1 z XVI wieku, 1/2 z XIV–XV wieku, 12 nie istnieje, 13, z XVII–XVIII wieku
- zespół zabudowy, pl. Kościelny: dwa domy przy murach obronnych; domy nr: 7, 8, 9/10, 11, 12, 13, 14; nieopodal kościoła odnajdziemy gotycką plebanię; gotycko-renesansowy budynek nadintendentury. Dzisiaj mieści się tutaj archiwum miejskie; dzwonnica z XIV wieku o wysokości 28 metrów; jest to dawna gotycka baszta obronna z początków XIV wieku, która została podwyższona i zaadaptowana na dzwonnicę w XVI wieku
  - kościół pod wezwaniem Najświętszego Serca Pana Jezusa, który góruje nad Starym Miastem. Jest to gotycka świątynia, której zasadniczy kształt nadano w XV w., zaś północne fragmenty murów kościoła pochodzą z XII w. W latach 1670–1672 przy wschodniej ścianie dobudowano barokową kaplicę Promnitzów, zniszczony w 1944 w czasie nalotu bombowego, odbudowany w drugiej połowie lat 70. XX wieku[28].
- domy, pl. Lotników 9, 17, z XV wieku
- domy, pl. 1 Maja 1, 1a, 3a, 4, 4a, z XIX wieku/XX wieku
- dom, ul. Parkowa 1, z XIX wieku/XX wieku
- dom, ul. Mieszka I 24, z XVII wieku, nie istnieje
- domy, ul. Moniuszki 32, 46, 58, z XVII wieku, w XIX wieku i XX wieku
- dom, ul. Ogrodowa 1, 2, 2a, 3, 13, z XIX wieku i XX wieku
- domy, ul. Osadników Wojskowych 1/2 kamienica z 1910, 10, 11, 12,13, 34, nie istnieją z XVII i XVIII wieku; oraz 31/33, 35, 40, 46,52, 53, z XVII i XVIII wieku, w XIX wieku
- kamienica z oficyną, ul. Podchorążych 2, z 1907
- domy, ul. Podchorążych 3, 6, 7 z oficyną, 9/10, 11, 25; 26 i 35 i 38 nie istnieją; 32, 39, 40, 45, 46, z XVIII wieku i XIX wieku
- domy, pl. Przyjaźni 1, 1a, 4, 5, 9,1 7, z XIX wieku, przebudowane w początku XX wieku
- kamienica, pl. Przyjaźni 11/12, z 1898
- domy, Rynek 6/7, 10, 11, 31, 32/33, 35, 36, z XIX wieku i XX wieku
- gospoda „Pod Złotą Gwiazdą”, Rynek 12, z 1770 roku, przebudowana XIX wieku
- domy, Rynek 13, 15, 16, 17, 18, 19, 20, 37, z XVII wieku, XVIII wieku, przebudowane w XIX wieku, w XX wieku
- dom, ul. Spokojna 1, z XIX wieku/XX wieku
- domy, ul. Wrocławska 7, 11, 14, 16, 17, 19, 21, z XIX wieku/XX wieku
- dom, pl. Zamkowy 1, z XVI wieku, przebudowany w XVIII wieku, w XIX wieku, nie istnieje
- dom, ul. Zielona 1/2, z XIX wieku/XX wieku
- dom, ul. Żagańska 1, 2 z XVII, 4, 9, 11, 15, 17 z XVII i XVIII wieku, 22, 23/25, 26, 34, 37a, 42, z XIX wieku/XX wieku
- wieża ciśnień, ul. Lotników, z początku XX wieku
- browar (ruina), al. Jana Pawła II, z połowy XVIII wieku, nie istnieje
- zespół dawny fabryki włókienniczej Stillera, ul. Kaszubska 41, z lat 1900–1902: budynek administracyjny; garaże; warsztat stolarski; warsztat elektryczny; kotłownia; magazyn
- budynek produkcyjny, obecnie biurowy w zespole dawny tkalni Frenzla, ul. Broni Pancernej 6, z XIX wieku: komin przy dawnej kotłowni
- kaplica pojednania, al. Wojska Polskiego[29]

Dzielnica Kunice
- kościół ewangelicki, obecnie kościół rzymskokatolicki pod wezwaniem Matki Boskiej Szkaplerznej, ul. Wyzwolenia, z 1895
- plebania z XVIII wieku.

inne zabytki:
- synagoga
- synagoga, ul. Zaułek Klasztorny
- stary cmentarz żydowski
- nowy cmentarz żydowski
- Zielony Las, sporą atrakcją lasu są trzy wieże, m.in. przeciwpożarowa, widokowa, zbudowana przed wojną na najwyższym wzgórzu Wzniesień Żarskich (227 m n.p.m.), oraz Wieża Promnitza; w pogodne dni można podziwiać z nich panoramę miasta oraz Karkonoszy; jest to ulubione miejsce weekendowych spacerów mieszkańców, przylegające do południowych granic miasta.

## Pomniki i upamiętnienia
- Pomnik 1000-lecia Państwa Polskiego przy ul. Podwale (1966)[30].
- Tablica w kościele pw. Podwyższenia Krzyża Świętego, upamiętniająca zamordowanych przez NKWD lekarzy wojskowych z 3. Szpitala Okręgowego w Grodnie i 9. Szpitala Okręgowego w Brześciu nad Bugiem, zaprojektowana i ufundowana przez Krzysztofa i Zbigniewa Kopocińskich z 105. Kresowego Szpitala Wojskowego (2007)[31].
- Pomnik Żołnierza Polskiego przy Kościele św. Józefa Oblubieńca (2008). Na cokole wymienieni zostali m.in. Legioniści i Orlęta Lwowskie. Obok stanął pomnik Polskich Ofiar Ukraińskiego Ludobójstwa 1939−1947[32].
- Ławeczka Georga Philippa Telemanna (2010).
- Tablica wraz z Dębem Pamięci na terenie 105. Kresowego Szpitala Wojskowego, upamiętniająca ppłk. dr. Kazimierza Maciejewskiego, starszego ordynatora okulistyki 3. Szpitala Okręgowego w Grodnie, zamordowanego przez NKWD w 1940 Pomysłodawcami i projektantami tablicy byli Krzysztof i Zbigniew Kopocińscy (2011)[33].
- Tablica wraz z Dębem Pamięci w Alei Pamięci Narodowej przy ul. Szymanowskiego, upamiętniająca poetę Zygmunta Rumla, zamordowanego przez UPA na Wołyniu (2013)[34].
- Tablica na budynku 105. Kresowego Szpitala Wojskowego, upamiętniająca komendantów tegoż szpitala (2014)[35].
- Pomnik Zesłańców Sybiru (2015)[36].
- Tablica przy ul. Podwale, upamiętniająca sprawiedliwych Ukraińców, którzy w czasie ludobójstwa na Kresach Wschodnich pomagali Polakom (2015)[34].
- Tablica na budynku 105. Kresowego Szpitala Wojskowego, upamiętniająca oficerów-lekarzy tegoż szpitala, płk. dr. med. Jerzego Rowińskiego ps „Jurand”[37] i mjr. lek. Zbigniewa Badowskiego ps. „Dr. Zbigniew”[38], walczących w Powstaniu Warszawskiem (2015)[39].
- Krzyż Wołyński na Cmentarzu Komunalnym w Żarach, upamiętniający ofiary ludobójstwa dokonanego przez OUN-UPA na Wołyniu i w Małopolsce Wschodniej. Pomysłodawcami i projektantami Krzyża Wołyńskiego byli Krzysztof i Zbigniew Kopocińscy, a fundatorami lubuscy przedsiębiorcy Anna i Eugeniusz Ślawscy (2016)[40].
- Tablica w kościele pw. Podwyższenia Krzyża Świętego, upamiętniającą prof. Bolesława Jałowego, zamordowanego we Lwowie przez UPA, ufundowana przez braci Krzysztofa i Zbigniewa Kopocińskich (2018)[41].
- Pomnik Żołnierzy Wyklętych przed kościołem NMP (2018)[42].

## Dzielnice i osiedla Żar

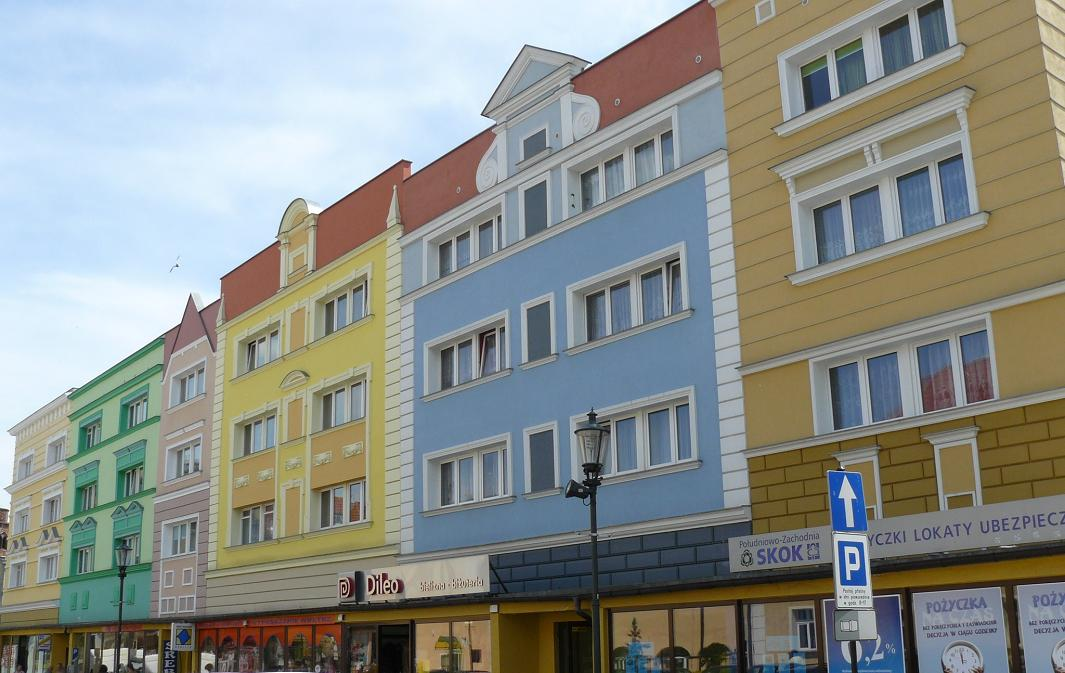
Rewitalizacja bloków na żarskiej starówce

Miasto jest jednolitą gminą o statusie miejskim, bez prawnego podziału jej terytorium na dzielnice i osiedla, czyli na jednostki pomocnicze gminy. Jednakże w mieście istnieje zwyczajowy podział poszczególnych jego części wynikający ze względu na położenie tych terenów oraz z pewnych uwarunkowań historycznych i urbanistycznych. Dzielnice i osiedla mieszkaniowe nie stanowią oficjalnego podziału administracyjnego miasta. Są to nazwy zwyczajowe, które są powszechnie używane przez mieszkańców.
Dzielnice:
- Śródmieście
- Zatorze
- Kunice
- Lotnisko
- Koszary

Osiedla mieszkaniowe:
- Osiedle Muzyków
- Osiedle Na Zatorzu
- Osiedle Lotnisko
- Osiedle Zawiszy Czarnego
- Osiedle Sportowa
- Osiedle Odbudowane
- Osiedle Pisarzy
- Osiedle Zielona Enklawa
- Osiedle Pod Wieżą

## Demografia
Dane z 30 czerwca 2004:
| Opis                              | Ogółem | Ogółem | Kobiety | Kobiety | Mężczyźni | Mężczyźni |
| --------------------------------- | ------ | ------ | ------- | ------- | --------- | --------- |
| Jednostka                         | osób   | %      | osób    | %       | osób      | %         |
| Populacja                         | 39 029 | 100    | 20 571  | 52,7    | 18 458    | 47,3      |
| Gęstość zaludnienia [mieszk./km²] | 1174,2 | 1174,2 | 618,9   | 618,9   | 555,3     | 555,3     |

Według danych z 31 grudnia 2014 liczyło 38 527 mieszkańców.
Piramida wieku mieszkańców Żar w 2014.
Według danych z 2000 średni dochód na mieszkańca wynosił 1258,39 zł.

## Wspólnoty wyznaniowe

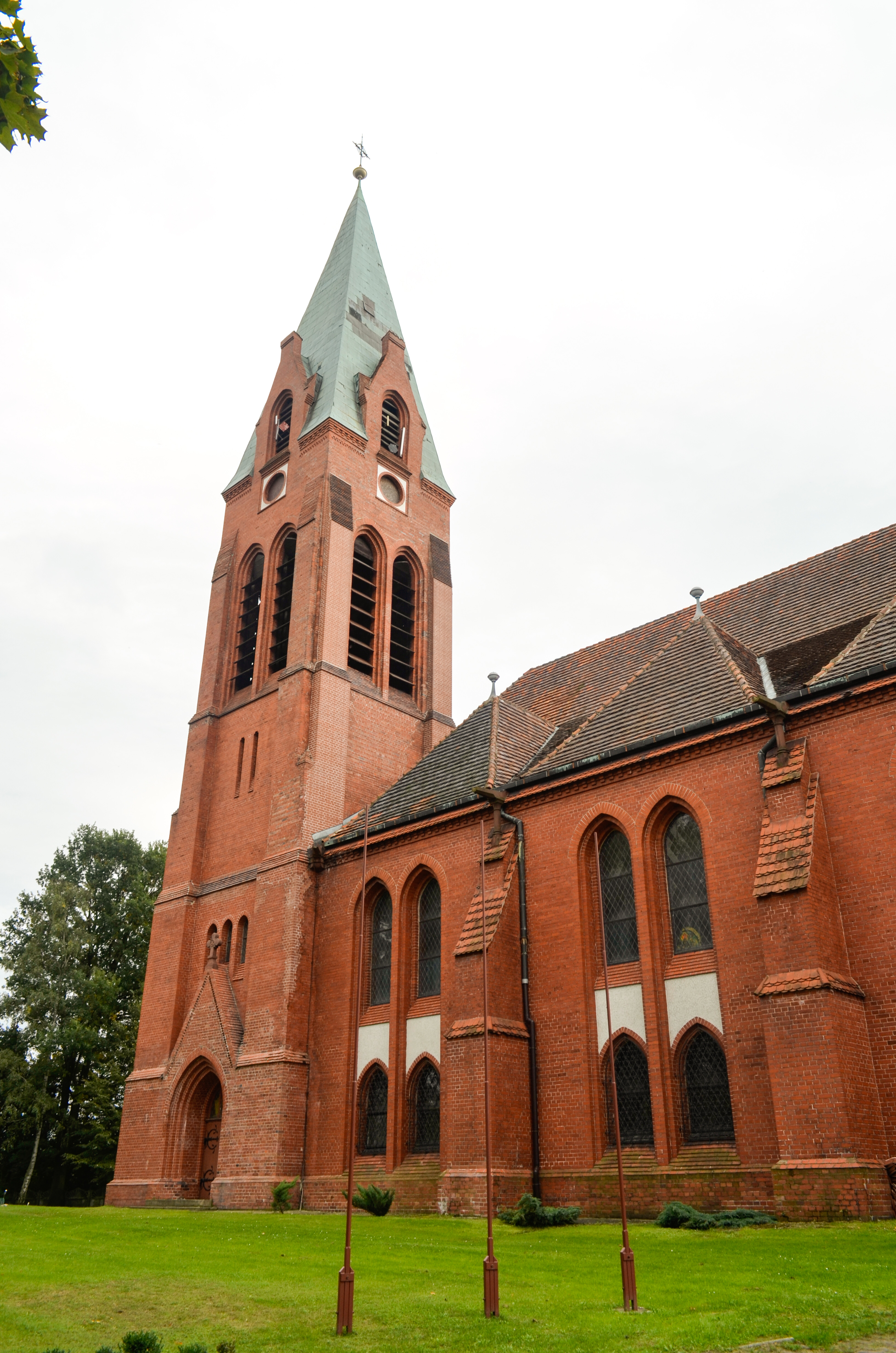
Kościół Matki Boskiej Szkaplerznej (ul. Wyzwolenia)

Na terenie miasta działalność religijną prowadzą następujące Kościoły i związki wyznaniowe:
- Kościół Boży w Chrystusie:
  - zbór w Żarach[46]
- Kościół Ewangelicko-Augsburski:
  - parafia w Żarach (kościół Aniołów Bożych)[47]
- Kościół greckokatolicki:
  - placówka duszpasterska w Żarach, nabożeństwa prowadzone są w kościele rzymskokatolickim Wniebowzięcia NMP[48]
- Kościół Polskokatolicki:
  - parafia pw. Dobrego Pasterza[49]
- Kościół rzymskokatolicki:
  - parafia św. Józefa Oblubieńca[50]
  - parafia Matki Bożej Szkaplerznej[50]
  - parafia Miłosierdzia Bożego[50]
  - parafia Najświętszego Serca Pana Jezusa[50]
  - parafia Wniebowzięcia Najświętszej Maryi Panny[50]
  - parafia wojskowa Krzyża Świętego[51]
- Kościół Zielonoświątkowy w RP:
  - zbór w Żarach[52]
- Świadkowie Jehowy:
  - zbór Żary-Osiedle (w tym grupa bułgarskojęzyczna)[53]
  - zbór Żary-Śródmieście[53]
  - zbór Żary-Zachód (Sala Królestwa ul. Bohaterów Getta 7)[53].
- Związek Gmin Wyznaniowych Żydowskich:
  - Gmina Wyznaniowa Żydowska we Wrocławiu, filia w Żarach[54]

## Gospodarka
Położenie w pasie przygranicznym ma duży wpływ na rozwój gospodarczy miasta. Bogate tradycje przemysłowe wraz z korzystnymi warunkami rozwoju, stworzonymi przez władze Żar, sprawiły, że żarskie firmy szybko dostosowały się do nowych warunków ekonomicznych. Coraz większą rolę odgrywa w Żarach przemysł drzewny, elektryczny, metalowy oraz materiałów budowlanych. W wiele żarskich firm zainwestowali obcokrajowcy, korzystając z wykwalifikowanej kadry pracowniczej. Zainwestowany kapitał zagraniczny to do tej pory około 350 mln dolarów. Żary zajmują 26. miejsce wśród najbardziej atrakcyjnych dla inwestorów miast powiatowych w rankingu sporządzonym przez Instytut Badań nad Gospodarką Rynkową. W 2006 r. zajęły 2. miejsce w rankingu gmin miejskich i miejsko-wiejskich ogłoszonym przez gazetę „Rzeczpospolita”. 

## Oświata
- Szkoła Podstawowa nr 1 im. Fryderyka Chopina
- Szkoła Podstawowa nr 2 im. Janusza Korczaka
- Szkoła Podstawowa nr 3 im. Henryka Sienkiewicza
- Szkoła Podstawowa nr 5 im. Polskich Noblistów
- Szkoła Podstawowa nr 8 im. Bolesława Chrobrego
- Szkoła Podstawowa nr 10 im. Armii Krajowej
- Społeczna Szkoła Podstawowa
- Katolicka Szkoła Podstawowa im. Jana Pawła II
- I Liceum Ogólnokształcące im. Bolesława Prusa
- Społeczne Liceum Ogólnokształcące
- Katolickie Liceum Ogólnokształcące im. Jana Pawła II
- Zespół Szkół Ekonomicznych
- Centrum Kształcenia Zawodowego i Ustawicznego im. Komisji Edukacji Narodowej
- Zespół Szkół Budowlanych
- Zespół Szkół Ogólnokształcących i Technicznych
- Technikum Kolejowe
- Branżowa Szkoła I Stopnia (OHP Żary)[55]
- Łużycka Szkoła Wyższa
- Państwowa Szkoła muzyczna im. Georga Philipa Telemanna.
- Szkoła Muzyczna Yamaha
- Zespół Szkół Specjalnych

## Kultura

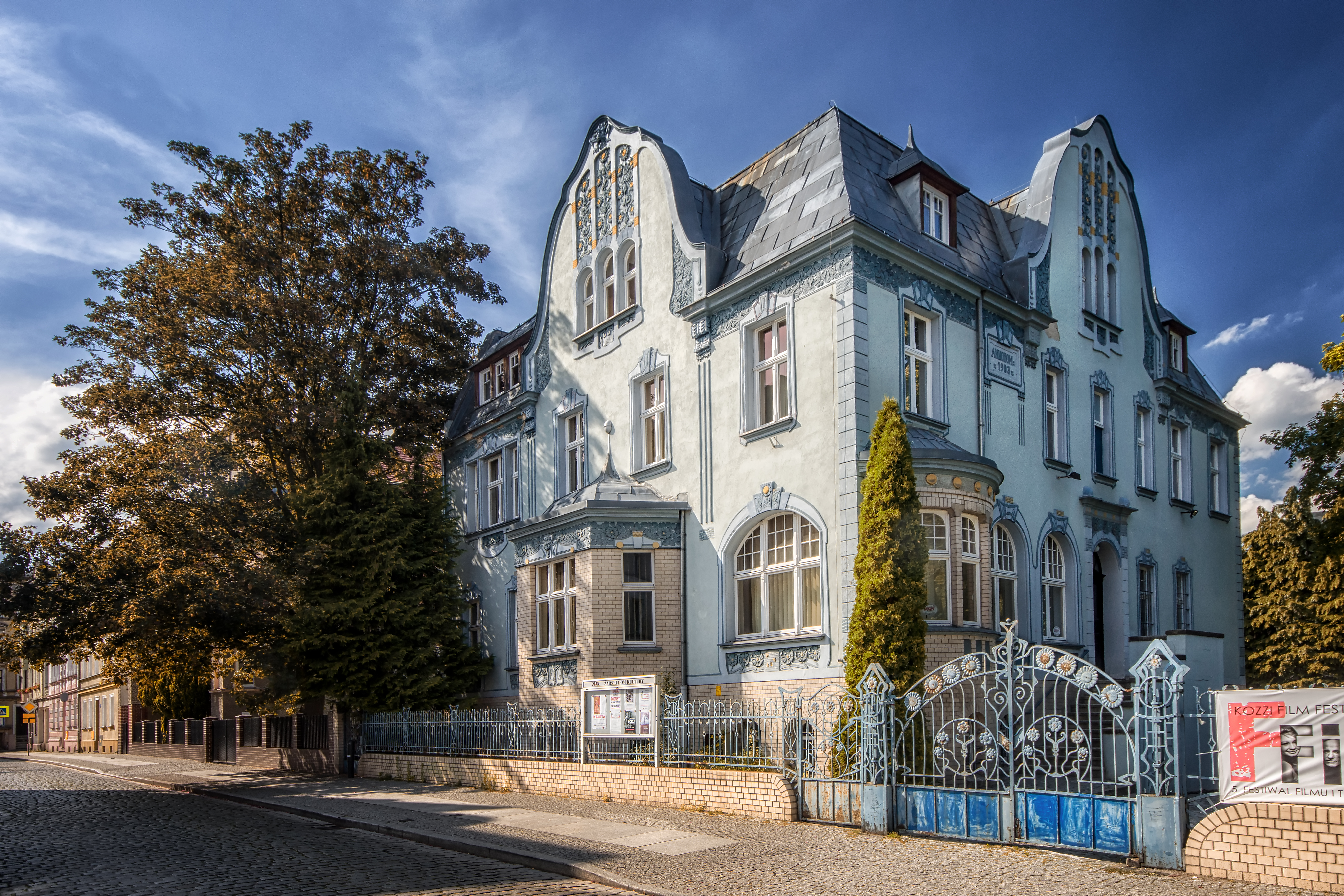
Żarski Dom Kultury

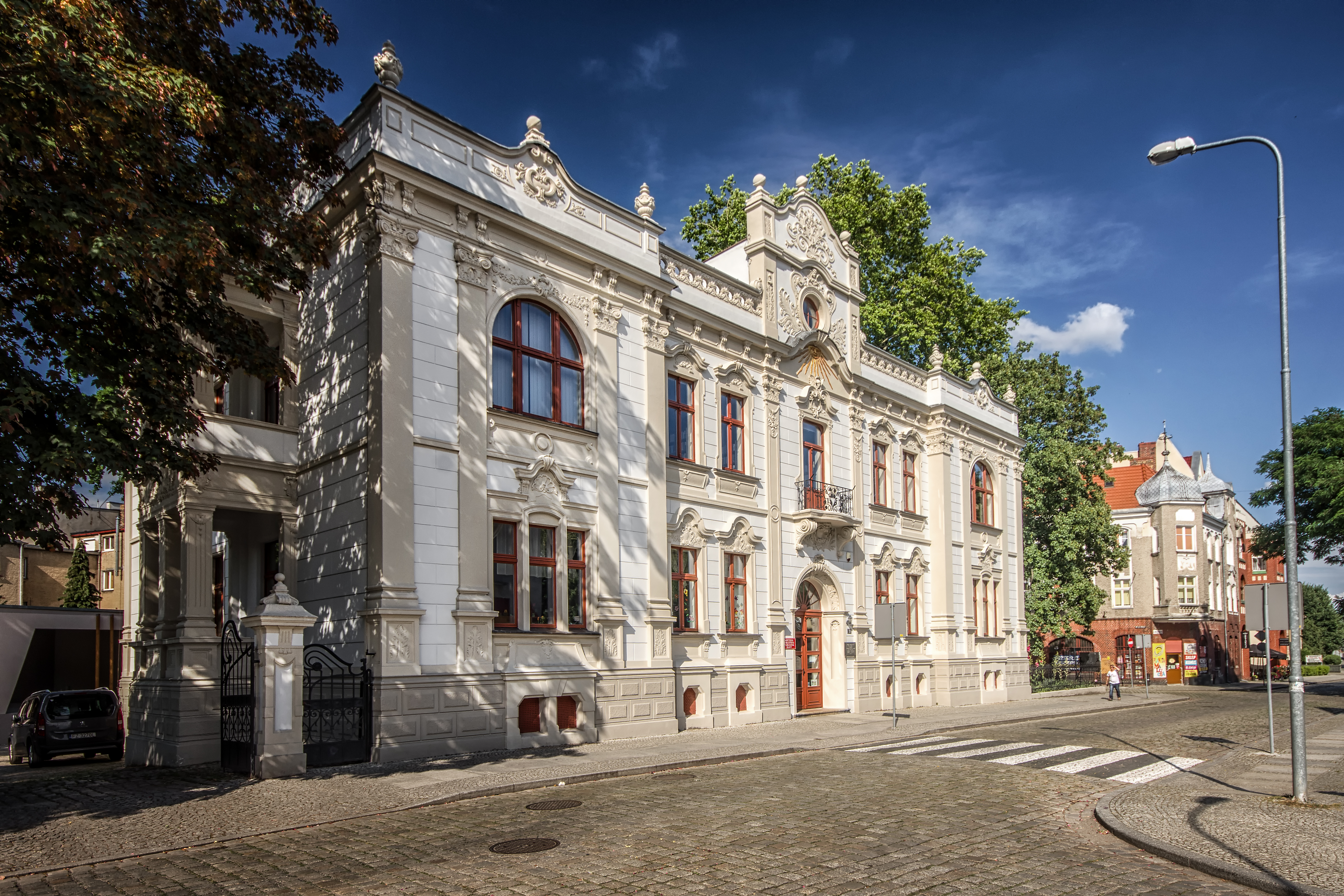
Miejska Biblioteka Publiczna (ul. Wrocławska 11)

- Muzeum Pogranicza Śląsko-Łużyckiego
- Muzeum Kresowe[56]
- Żarski Dom Kultury
- Salon Wystaw Artystycznych Żarskiego Domu Kultury
- Punkt Informacyjno-Promocyjny (Rynek 17)
- Sala Widowiskowa „Luna” Żarskiego Domu Kultury „Mała Galeria ŻDK”
- Filia Żarskiego Domu Kultury „Kunice” „Galeria Zaścianek ŻDK”
- Młodzieżowy Dom Kultury
- Miejska Biblioteka Publiczna
- Kino „Pionier”
- Kresowe Towarzystwo Turystyczno-Krajoznawcze im. Orląt Lwowskich[57]
- PTTK Oddział Żary (Biuro Obsługi Ruchu Turystycznego)

## Media w Żarach
Gazety w regionie:
- „Gazeta Regionalna”
- „Gazeta Lubuska”
- „Moja Gazeta”

### Telewizja i radio
- Na terenie miasta można odebrać naziemną telewizję cyfrową (DVB-T) z nadajników Jemiołów, Wichów i Śnieżne Kotły. Ze względu na korzystne położenie miasta, możliwy jest również odbiór programów niemieckich i czeskich oraz wielu stacji radiowych (w tym emitowanych z górskich nadajników).
- Telewizja Regionalna na kanale 140 sieci Vectra (TV Cyfrowa) oraz w analogowym pakiecie kablówki. Stacja powstała w kwietniu 2013, oglądać ją można również w Internecie[58].

## Sport
W mieście swoją siedzibę mają:
- powstały 1 marca 1946 Klub Sportowy „Promień” Żary, którego sukcesami są m.in. występy w III poziomie rozgrywek oraz 1/16 finału Pucharu Polski. Klub rozgrywa mecze na Stadionie KS Promień przy ul. Zwycięzców 38 w Żarach[59]. Na terenie dzielnicy Kunice istnieje drugi żarski klub piłkarski – „Unia” Kunice-Żary, którego najlepszym sukcesem są występy w III poziomie rozgrywek. Mecze domowe rozgrywane są na stadionie w Kunicach[60].
- Miejski Ludowy Klub Sportowy Agros Żary (założony w 1978) prowadzi sekcje zapaśnicze (męską i żeńską) oraz lekkoatletyczną.
- Akademia koszykówki „BC Swiss Krono Żary”
- Żarski Klub Sportów Walki, prowadzący sekcje Boksu Tajskiego, boksu olimpijskiego oraz mieszanych sztuk walk.

## Miasta partnerskie

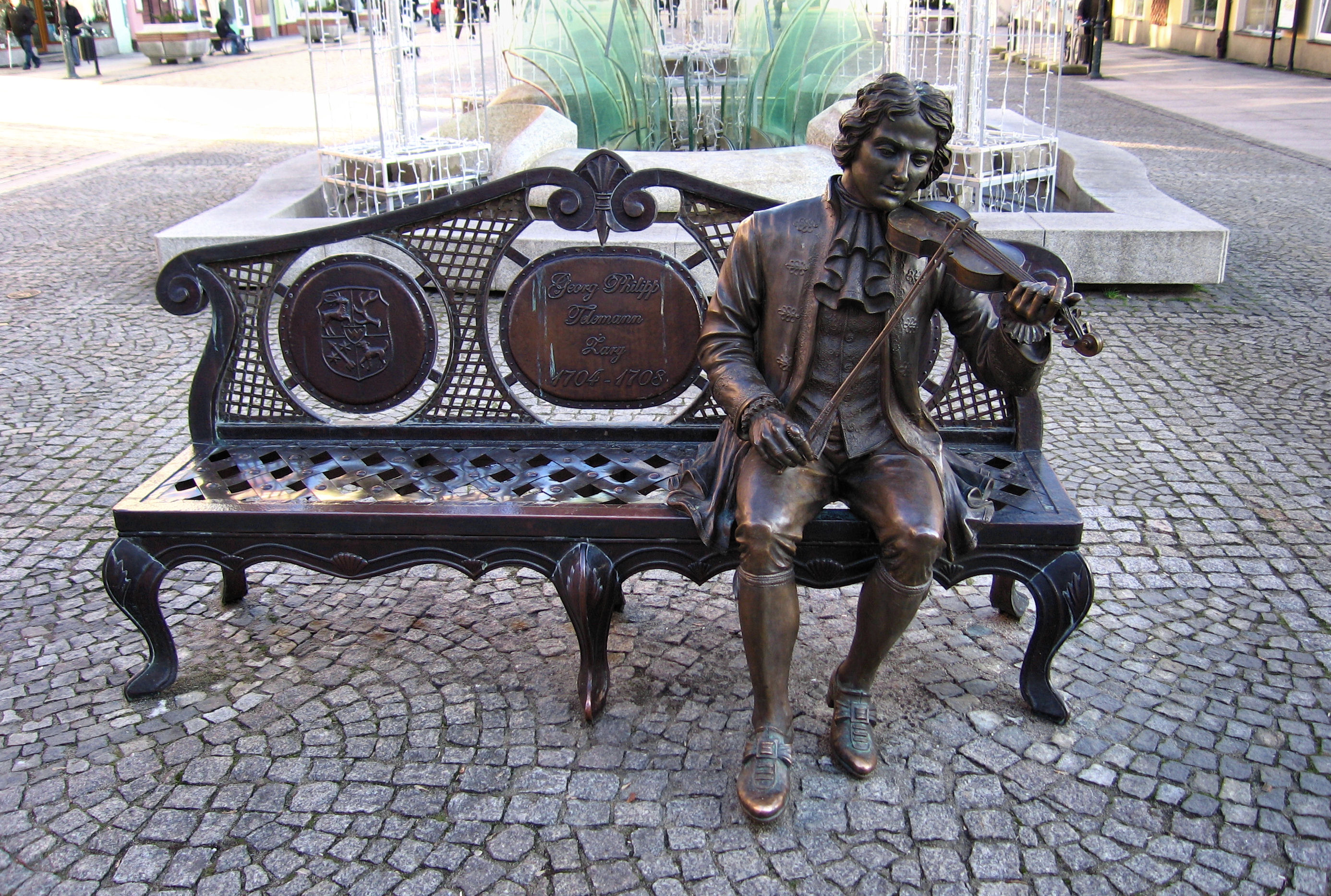
Ławeczka Georga Philippa Telemanna

- Weißwasser/Oberlausitz
- Longuyon
- Gárdony